# Чорнъй кофе
„Чорнъй кофе“ (на руски: „Чёрный кофе“ – „Черно кафе“) е хевиметъл група от Москва, Русия. Основана е от Дмитрий Варшавский, който е вокал, китарист и композитор на групата.

## История
Първата песен, записана от Варшавский, е „Страна“. Оттогава се счита и основаването на групата. През 1981 г. записват първия си професионален запис в студиото на ВФГ „Мелодия“. Към „Чорнъй кофе“ се присъединяват баскитаристът Фьодор Василев и барабанистът Андрей Шатуновский.
Първият концерт на групата е чак през 1984 г., когато свирят в клуб „Искра“ в Москва. Същата година излиза и демо-албумът „ЧК-84“. През есента на 1984 г. изнасят концерти в Казахстан. На следващата година групата е вече в нов състав – на мястото на Шатуновский е взет Максим Удалов, присъединява се и Сергей Маврин. Те постигат успех през 1986 г., когато издават албума „Светлый метал“, а в някои песни вокал е басистът Игор Куприянов. През май 1988 г. участват на фестивала „San Isidro 1988“ в Мадрид. На следващата година участват в „Монстры рока СССР“. През януари 1990 г. в Москва се състои премиерата на албума „Вольному – воля“. През 1991 г. излиза единственият им албум на английски – Golden lady. Тогава „Чорнъй кофе“ изнасят концерти в Дания.
На 31 декември 1994 г. изнасят концерт в Бевърли Хилс, а през 1995 г. правят турне в САЩ. През лятото на 1996 г. групата издава албум в Германия, а през 1997 г. Варшавский създава звукозаписното студио „Black cofee“ в Лос Анджелис. През 2000 г. печелят награда за „завръщане на годината“. Също така е издадена компилация, която носи името на най-успешния им албум „Светлый метал“. В 2001 г. групата участва във фестивала „Герои хардрока“ в Санкт Петербург. Компанията Moroz records издава албумите „Переступи порог“ и „Вольному – воля“. През 2004 г. е записан албумът „Они бесы́“, а през 2006 г. Moroz records издава песните на „Чорнъй кофе“ в mp3 формат. През 2011 г. излиза последният им албум „Честь и верность“.

## Албуми
- Приди и всё возьми – 1984
- Сладкий ангел – 1985
- Светлый металл – 1984/1986
- Переступи порог – 1987
- Вольному – воля – 1989
- Golden lady – 1991
- Леди осень – 1992
- Пьяная луна – 1996
- Белый ветер – 2002
- Они бесы – 2004
- Alexandria – 2007
- Путевка в ад – 2010 (сингл)
- Честь и верность – 2012
- Осенний альбом – 2013 (сингл)